# Ophion andalusiacus
Ophion andalusiacus är en stekelart som först beskrevs av Shestakov 1926.  Ophion andalusiacus ingår i släktet Ophion, och familjen brokparasitsteklar. Inga underarter finns listade.